# Starovašnik
Starovašnik je priimek več znanih Slovencev:
- Jurij Starovašnik (1748—1792), zdravnik